# Апросово (Себежский район)
Апросово — деревня в Себежском районе Псковской области России. Входит в состав сельского поселения Себежское.

## География
Находится на юго-западе региона, в северной части района, у реки Исса.
Уличная сеть не развита.

## История
В 1802—1927 годах земли поселения Опросова входили в Афанасьево-Слободскую волость Опочецкого уезда Псковской губернии.
17 декабря 1890 года открыта церковно-приходская школа грамоты.
В 1941—1944 гг. местность находилась под фашистской оккупацией войсками Гитлеровской Германии.
До 1995 года деревня входила в Томсинский сельсовет. Постановлением Псковского областного Собрания депутатов от 26 января 1995 года все сельсоветы в Псковской области были переименованы в волости и деревня стала частью Томсинской волости.
Законом Псковской области от 3 июня 2010 года Томсинская волость была упразднена и путём объединения с Глембочинской, Долосчанской, Дубровской и Лавровской волостями к 1 июля 2010 года было образовано новое муниципальное образование «Себежское», куда и вошла деревня Апросово.

## Население
| 2001 | 2002 | 2010 |
| ---- | ---- | ---- |
| 20   | ↗33  | ↘11  |

Согласно результатам переписи 2002 года, в национальной структуре населения русские составляли 100 % от общей численности в 33 чел..

## Инфраструктура
Личное подсобное хозяйство.

## Транспорт
Деревня доступна по автодороге регионального значения 58 ОП РЗ 58К-546 «Идрица — Апросово».
Автобусная остановка «Апросово».